# Aspidifrontia lamtoensis
Aspidifrontia lamtoensis là một loài bướm đêm trong họ Noctuidae.